# TV Neue Sektion Winterthur

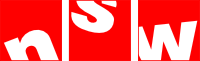
Das Logo des TV Neue Sektion Winterthur

Der TV Neue Sektion Winterthur ist ein Schweizer Turnverein aus Winterthur. Der Verein ging 1874 als Arbeiterturnverein aus dem Grütliverein hervor und betätigt sich in letzter Zeit vor allem in der Sportakrobatik und im Volleyball.

## Geschichte
Der TV Neue Sektion Winterthur ging 1872 aus dem lokalen Grütliverein hervor, als in diesem der Wunsch nach Wiedereinführung der Turnstunden auftauchte, die bereits 1860 einmal eingeführt worden waren, aber später wieder eingestellt wurden. Anfangs befand sich der Grütliturnverein noch unter dem Dach des politischen Vereins und wurde dann im Frühling 1874 in einen eigenständigen Grütliturnverein Winterthur umgewandelt. Das genaue Gründungsdatum des Vereins ist laut den Vereinschroniken nicht gesichert, manchmal wird jedoch der 29. April 1874 als Gründungdatum genannt.
Innerhalb des Grütlivereins Winterthur standen die Turner zu Anfang in Konkurrenz zu den älteren Teilsektionen der Schützen, Sänger und Musiker und mussten sich zuerst gegen diese durchsetzen. Im Rahmen des Grütlizentralfests von 1874 in Winterthur gehörte der lokale Turnverein zusammen mit jenen aus Bern, Biel, Genf, Lausanne und Neuenburg zu den Initiatoren des Zentralverbands der Grütliturnvereine, der sich als Unterorganisation des Grütlivereins organisierte. Als Arbeiterturnverein war Voraussetzung zum Beitritt zum Grütliturnverein die Mitgliedschaft im Grütliverein. Drei Jahre nach der Gründung umfasste der Verein 18 Mitglieder.
1878 folgte der erstmalige Beitritt des Vereins in den bürgerlichen Zürcher Kantonalturnverband und damit wohl auch zum Eidgenössischen Turnverein (heute Schweizerischer Turnverband), und er konnte das erste Vereinsbanner in Empfang nehmen. Das Verhältnis zum Kantonalturnverband war aber damals noch nicht gefestigt, sodass der Verein in den folgenden Jahren mehrfach aus dem Verband wieder aus- und eintritt.
Innerhalb der Grütliverbands war der Turnverein in den ersten Jahren durchaus erfolgreich: Am Grütlizentralfest 1882 in Zofingen ging der Winterthurer Grütliturnverein als Sieger hervor, 1895 in Aussersihl wurde er Zweiter und am nächsten Zentralfest in Zofingen 1896 wiederum Erster. Ebenfalls gewinnen konnte er das Grütlizentralfest 1899 in Bern.
Im Februar 1914 beschloss der Zentralverband die Trennung vom Grütliverein, die im Mai 1917 definitiv vollzogen wurde. Der Verband wurde dann neu in Schweizerischer Arbeiter-Turnverband umbenannt, und auch der Grütliturnverein Winterthur benannte sich am 6. März 1917 in Neue Sektion Winterthur um. An der Versammlung selbst wurde damals noch eine Benennung als Arbeiterturnverein verworfen, trotzdem trat der Verein einige Jahre später dann als Arbeiterturnverein Neue Sektion Winterthur auf, ein Name, der sich in der Folge bis in die 1970er-Jahre halten konnte, bevor der Turnverein wieder auf den ursprünglichen Namen zurückwechselte. Am 22. Februar 1922 wurde eine Männerriege gegründet und ein Jahr später eine zunächst der Aktivsektion angeschlossene Turnerinnenriege. 1929 folgte eine Frauenriege.
Ab 1955 hielt Handball im Verein Einzug, wobei der Verein dort unter dem Namen Satus Winterthur auftrat und im Hallenhandball bis in die 1. Liga aufstieg sowie 1968 in Arbon Satus-Turnfestsieger wurden. 1975 bildeten die Handballer eine eigene Riege, die sich 1992 wieder auflöste.
Im Lauf der Zeit trennte sich der Verein immer mehr vom Turnen, das heute im Verein keine Rolle mehr spielt. Erstmals zeigte der Verein am Satusturnfest 1983 keine Turnübungen mehr. Ab den 1980er-Jahren war die Leichtathletik der grösste Teil des Vereins mit über 100 Athleten und Athletinnen und 1996 innerhalb des Kantons der fünftgrösste Leichtathletikverein. Ebenfalls wurde seit Beginn der 1980er-Jahre vermehrt Volleyball gespielt. Dabei konnte die Herren-Mannschaft mehrfach den Titel eines Kantonsmeisters beim kantonalen Turnverband und bei den Herren 2001 durch Gewinn des Schweizer Volleyballturniers der Kantonalmeister das STV-Meisterabzeichen holen. Ebenfalls wurde im Verein Unihockey gespielt, dies jedoch nicht regelmässig.
Aktuell wird im Verein neben Volleyball, Unihockey, Polyfit und Leichtathletik vor allem auch Sportakrobatik und in neuster Zeit auch wieder Geräteturnen betrieben, die gemäss den neusten Statuten von 2015 zurzeit nebst den selbstständigen Frauen- und Männerriegen die einzige Riege des Vereins darstellen. Insbesondere gelang es verschiedenen Vereinsvertretern, in der Sportakrobatik mehrmals in den letzten Jahren Meistertitel zu holen: 2014 mit der Damengruppe, 2017 im Gemischten Paar und 2022 im Damenpaar.
2018 organisierte der Verein in der Eulachhalle die Schweizer Meisterschaften im Geräteturnen. Durch das Wachstum der jüngeren Jahre sucht der Verein zurzeit für das Akrobatikturnen eine eigene Sporthalle, weil für diese Sportart die normale Turnhallengrösse nicht genügt.

## Struktur
Der Verein wird von einer für zwei Jahre gewählten neunköpfigen Vereinsleitung geführt, das oberste Organ des Vereins ist die Generalversammlung.
Strukturiert wird der Verein in Ressorts und Riegen, wobei laut den Statuten von 2015 lediglich eine Riege «Akro und Getu Team» besteht, die als Riege über ein eigenes Vermögen und eine eigene dreiköpfige Riegenleitung verfügt. Die restlichen Abteilungen (Jugend, Herren- sowie Damen-Volleyball und Allround) werden als Ressorts von einer Person geführt und verfügen nicht über ein eigenes Budget. Zudem bestehen mit der Frauen- und der Männerriege zwei selbstständige Untersektionen, die organisatorisch unabhängig vom Mutterverein sind.
Der Verein ist Mitglied im Schweizerischen Turnverband, bei der Sport Union Schweiz, beim Dachverband Winterthurer Sport sowie beim Verein zur Verhinderung sexueller Ausbeutung von Kindern im Sport (VERSA).